# Puschkin (Stadt)
Puschkin (russisch Пушкин; bis 1918 Царское Село, Zarskoje Selo (Zarendorf), bis 1937 Детское Село, Detskoje Selo (Kinderdorf)) ist eine Stadt 25 km südlich von Sankt Petersburg. Seit 1998 steht sie unter der städtischen Verwaltung von Sankt Petersburg, der städtische Rajon Puschkin hat eine Einwohnerzahl von 92.889 Einwohnern (Stand 14. Oktober 2010).

## Beschreibung

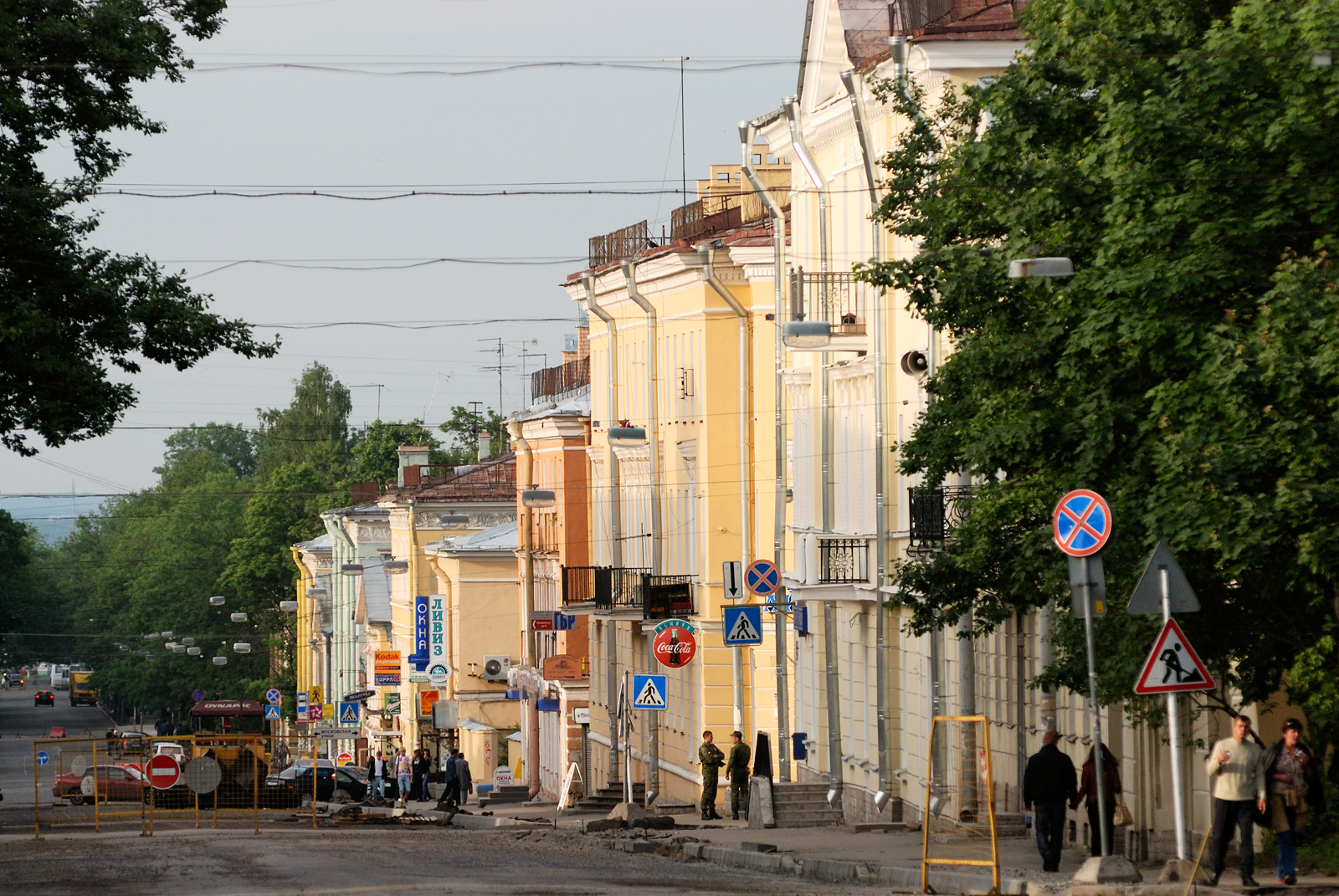
Altstadt von Puschkin

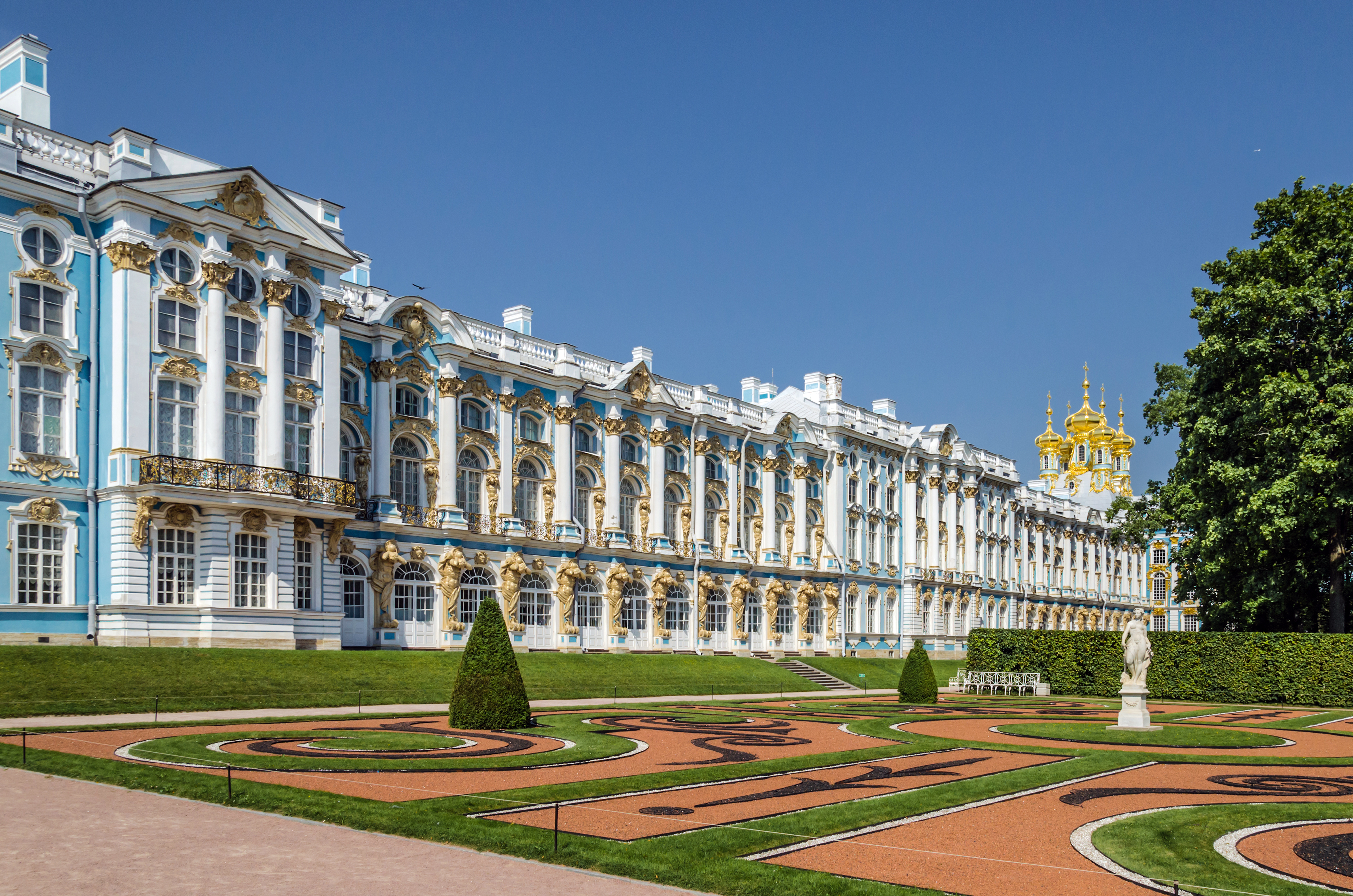
Katharinenpalast

Zarskoje Selo verfügt über besonders beeindruckende Residenz-Ensembles und stellt eine Symbiose von Schlössern und Parks dar. Wichtigste Sehenswürdigkeiten sind das Puschkin-Museum, die ehemalige Sommerresidenz der russischen Zaren, der Katharinenpalast, die ehemalige Hauptresidenz des Zaren im Alexanderpalast, eine Vielzahl von Schlösschen und Pavillons sowie der Stadtkern der Residenzstadt. Das Ensemble von Zarskoje Selo wurde 1990 von der UNESCO in die Liste des Weltkultur- und Naturerbes der Menschheit aufgenommen.

## Geschichte
Das Gelände der späteren Sommerresidenz, ein älteres adeliges Landgut, befand sich nach der Annexion Ingermanlands durch Russland seit 1707 als Sarskaja Mysa (vorher schwedisch Saritzhof) im Besitz von Alexander Danilowitsch Menschikow, einem Günstling von Zar Peter I. Schon 1710 zwang der Zar ihn, den umfangreichen Besitz seiner heimlichen Ehefrau Katharina Alexejewna zu übereignen. Dadurch kam Sarskoje Selo zu den Palastländereien. Katharina legte bereits vor ihrer Thronbesteigung, noch zu Lebzeiten Peters, um den Herrensitz einen Kranz von Dörfern an und errichtete ein kleines, steinernes Palais. Einen Aufschwung nahmen Gut und Schlossbauten unter der Regierung der Zarin Elisabeth, die 1752 beschloss, Sarskoje Selo durch Bartolomeo Francesco Rastrelli zu ihrer Lieblingsresidenz ausbauen zu lassen. Rastrelli gestaltete den Sommerpalast im russischen Rokokostil, eine Mischung aus italienischem Barock und französischer Rocaille. Zu Ehren von Kaiserin Elisabeths Mutter, Katharina I., erhielt der 1756 vollendete Palast den Namen „Katharinenpalais“.
Auch Katharina II. residierte hier; später scheint das im benachbarten Pawlowsk streng geregelte Hofleben dazu geführt zu haben, dass viele Mitglieder des Hofes den Aufenthalt in Zarskoje Selo vorzogen. Katharina ließ die Schlossbauten, das Gut und die Parkanlagen erweitern. Sie beauftragte Charles Cameron mit der Innendekoration ihrer Privatgemächer und der Errichtung einer Galerie im Landschaftsgarten. Bereits unter ihrer Regierung sprach und schrieb man von Zarskoje Selo, Zarendorf, jedoch hieß der Ort bis 1808 offiziell noch Sarskoje Selo (Са́рское Село́). Südlich des Flüsschens Kusminka, gegenüber ihrem Park, hatte Katharina die Kreisstadt Sophia anlegen lassen, benannt nach ihrem ursprünglichen Vornamen.
1773 wurde hier der Vertrag von Zarskoje Selo geschlossen, mit dem die Romanows auf ihren Besitz in Holstein zugunsten Dänemarks verzichteten.
Einen Bildersturm erlebten Schlosskomplex und Gut mit dem Regierungsantritt Pauls I. im Jahre 1796. Erst im Jahre 1808 beendete Alexander I. die Verödung der Schlösser und des Gutes durch Neubesiedlung, eine Verschmelzung mit der Stadt Sophia und die Errichtung zahlreicher Neubauten, wobei er den Architekten Stassow bevorzugte. Alexander und seine Nachfolger residierten auch zur Winterszeit in Zarskoje Selo.

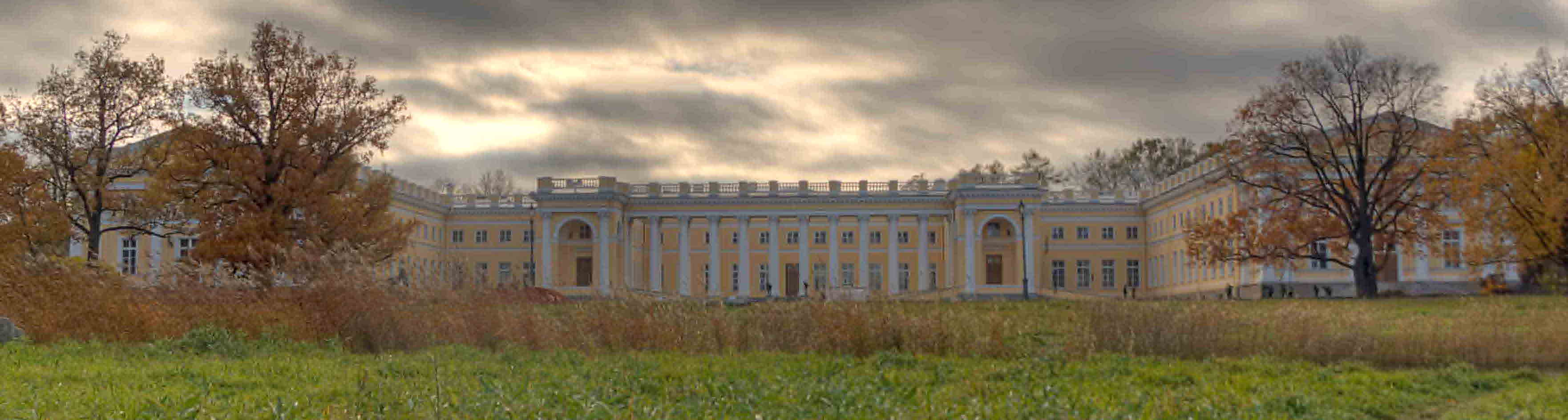
Panorama des Alexanderpalasts im Jahr 2010

Zwischen St. Petersburg und Zarskoje Selo wurde mit der Zarskoje-Selo-Bahn 1834–1838 die erste Eisenbahnstrecke Russlands mit einer Länge von 27 km und einer Spurweite von 1829 mm errichtet und betrieben. Der verantwortliche Bauleiter war der Österreicher Franz Anton von Gerstner. Seit der Zeit Alexanders hatte sich der Ort zu einem beliebten Sommeraufenthalt der besser bemittelten Petersburger Gesellschaft entwickelt.
1937 wurde die Stadt zu Ehren des Schriftstellers Alexander Puschkin umbenannt.
Im Zweiten Weltkrieg wurden nach dem Angriff der deutschen Wehrmacht auf die Sowjetunion vom Luftwaffenstützpunkt in Puschkin zwischen August und September 1941 Angriffe sowjetischer Fliegerkräfte auf die Vororte Berlins durchgeführt (Sowjetische Luftangriffe auf Berlin), vom 17. September 1941 bis zum 24. Januar 1944 war die Stadt allerdings von der deutschen Wehrmacht besetzt. Für die in dieser Zeit getöteten Juden wurde das Denkmal Formel der Trauer errichtet.
Die nahezu vollständigen Zerstörungen der Paläste durch den Krieg wurden in der Folge schrittweise durch Rekonstruktion beseitigt. Im Katharinenpalast befand sich bis Oktober 1941 das Bernsteinzimmer, bis es von Besatzungstruppen der Wehrmacht nach Königsberg abtransportiert wurde – gegen Kriegsende verliert sich dort dessen Spur. Seit 1976 wurde an einer originalgetreuen Nachbildung des Bernsteinzimmers gearbeitet, welche im Jahr 2003 im Katharinenpalast der Öffentlichkeit übergeben wurde.
Geraubt durch deutsche Soldaten im Jahre 1943 wurde auch ein  Lenindenkmal, das zum Einschmelzen nach Eisleben gebracht wurde. Technischer Probleme wegen blieb der „Lenin“ vor dem Schmelzen bewahrt und wurde im Juli 1945 nach dem Abzug der US-amerikanischen Besatzungsmacht in Eisleben vor dem Einmarsch der Roten Armee auf einen Sockel aus Eisenbahnschwellen gehievt. Das Denkmal blieb dort bis zum 9. Dezember 1991 und kam dann ins Deutsche Historische Museum in Berlin als Dauerleihgabe.

## Bevölkerungsentwicklung
| Jahr | Einwohner |
| ---- | --------- |
| 1897 | 22.480    |
| 1939 | 56.136    |
| 1959 | 45.562    |
| 1970 | 79.089    |
| 1979 | 89.601    |
| 1989 | 95.415    |
| 2002 | 84.628    |
| 2010 | 92.889    |

Anmerkung: Volkszählungsdaten

## Söhne und Töchter der Stadt
- Katharina Pawlowna Romanowa (1788–1819), Königin von Württemberg
- Alexander von Patkul (1817–1877), General der Infanterie
- Hans von Prittwitz (1833–1880), kaiserlich russischer Generalmajor à la suite des Zaren Alexander II.
- Michail Avenarius (1835–1895), deutschstämmiger russischer Physiker
- Alexander Iljinski (1859–1920), Komponist und Hochschullehrer
- Awgusta Mézières (1862–1935), Bibliografin
- Nadeschda Bobrinskaja (1865–1920), Astronomin
- Georgi Alexandrowitsch Romanow (1871–1899), der dritte Sohn von Alexander III., Zar von Russland, und dessen Gemahlin Maria Fjodorowna, geb. Prinzessin Dagmar von Dänemark
- Lidija Tscharskaja (1875–1937), Jugendbuchautorin und Theaterschauspielerin
- Boris Romanow (1877–1943), Großfürst aus dem Hause Romanow-Holstein-Gottorp
- Constantin von Weiß (1877–1959), deutsch-baltischer Offizier
- Lewki Schewerschejew (1881–1942), Fabrikant, Büchersammler und Mäzen
- Andrei Grigorjew (1883–1968), Physiogeograph und Hochschullehrer
- Wladimir Oskarowitsch Kappel (1883–1920), Offizier, Generalleutnant
- Wladimir Juljewitsch Wiese (1886–1954), Ozeanograph und Polarforscher
- Juri Fedorowitsch Laptschinski (1887–1937), bolschewistischer Politiker und einer der Gründer und Führer des ukrainischen Nationalkommunismus
- Alexander Makarov (1888–1973), Rechtsgelehrter
- Pawel Alexejew (1889–1939), Metallurg
- Weniamin Bogoljubow (1895–1954), Bildhauer
- Nowella Matwejewa (1934–2016), Dichterin und Sängerin
- Stanislaw Schatalin (1934–1997), Wirtschaftswissenschaftler
- Sergei Mironow (* 1953), Politiker

## Partnerstädte
Städtepartnerschaften:
| Deutschland  | Bezirk Neukölln von Berlin, Deutschland |
| Deutschland  | Zerbst/Anhalt, Deutschland              |
| Frankreich   | Versailles, Frankreich                  |
| Griechenland | Rethymno, Griechenland                  |
| Italien      | Mantua, Italien                         |

Städtefreundschaften:
| Deutschland | Frankenthal, Deutschland |